# Осады Смоленска (1513—1514)
Осады Смоленска 1513—1514 годов — три осады Смоленска, предпринятые русским войском во главе с государем и великим князем Василием III в ходе русско-литовской войны 1512—1522 годов. Последняя из них увенчалась взятием города, который впоследствии находился в составе Русского государства около века.

## Предпосылки для войны
Хрупкий мир между обеими державами продлился всего четыре года. Постоянные стычки на границе, слухи о насильственной смерти в Литве вдовствующей великой княгини и сестры Василия III Елены Ивановны, отказ Василия III от выдачи Литве предводителя мятежа Михаила Глинского, а также заключение антирусского союза между Великим княжеством Литовским и Крымским ханством привели к новой войне. Инициатива в ней на первом этапе оказалась в руках Василия III. Главной военной целью был Смоленск, имевший стратегическое расположение на пути вглубь Литвы. Помимо военно-стратегического значения, Смоленск считался Василием III своей вотчиной, поскольку смоленский князь Юрий Святославич после захвата его земли Литвой бежал в Москву и принял там подданство московских Калитичей.
Смоленская крепость выгодно использовала особенности ландшафта, подходы к ней перекрывали река и болота. Стены крепости, окружённые рвом и находившиеся на высоком валу, были сложены из четырёхугольных дубовых срубов, набитых изнутри землёй и глиной. Снаружи они были обмазаны глиной, чтобы их нельзя было поджечь зажигательными снарядами. В предыдущих войнах с Литвой такие крупные крепости русские ещё не брали.

## Зимняя осада 1513 года
Стремясь избежать связанных с летним бездорожьем трудностей с подвозом наряда и снабжением, которые испытал Дмитрий Жилка при осаде Смоленска 1502 года, Василий III решил использовать зимние морозы. Русское войско выступило из Москвы в ноябре-декабре и осадило Смоленск в январе 1513 года. Под городом собралось 15,5-тысячное войско с 140 орудиями. Смоляне избрали тактику пассивной обороны, спалив заднепровский посад и укрывшись в крепости. Их расчёт был на военную помощь из Литвы, а также на то, что у нападавших в зимних условиях быстро закончатся припасы.
Русская сторона быстро приступила к строительству батарей и туров. Смоленск был подвергнут интенсивному пушечному обстрелу. Через некоторое время, понимая, что время работает против него, Василий III в конце января дал приказ к ночному штурму города. Этот штурм оказался неудачным и принёс осаждавшим ощутимые потери: по разным данным, русские потеряли от двух до четырёх тысяч человек, хотя не исключено, что они несколько преувеличены. После этого, Василий III приказал продолжить интенсивный обстрел города, который продлился несколько недель. Между тем, гарнизон Смоленска не прекращал сопротивление. На исходе шестой недели осады, ввиду приближающейся оттепели и распутицы, которые в случае подхода литовского войска могли осложнить маневрирование с многочисленным нарядом, Василий III решил снять осаду и возвратиться в Москву.

## Осенняя осада 1513 года

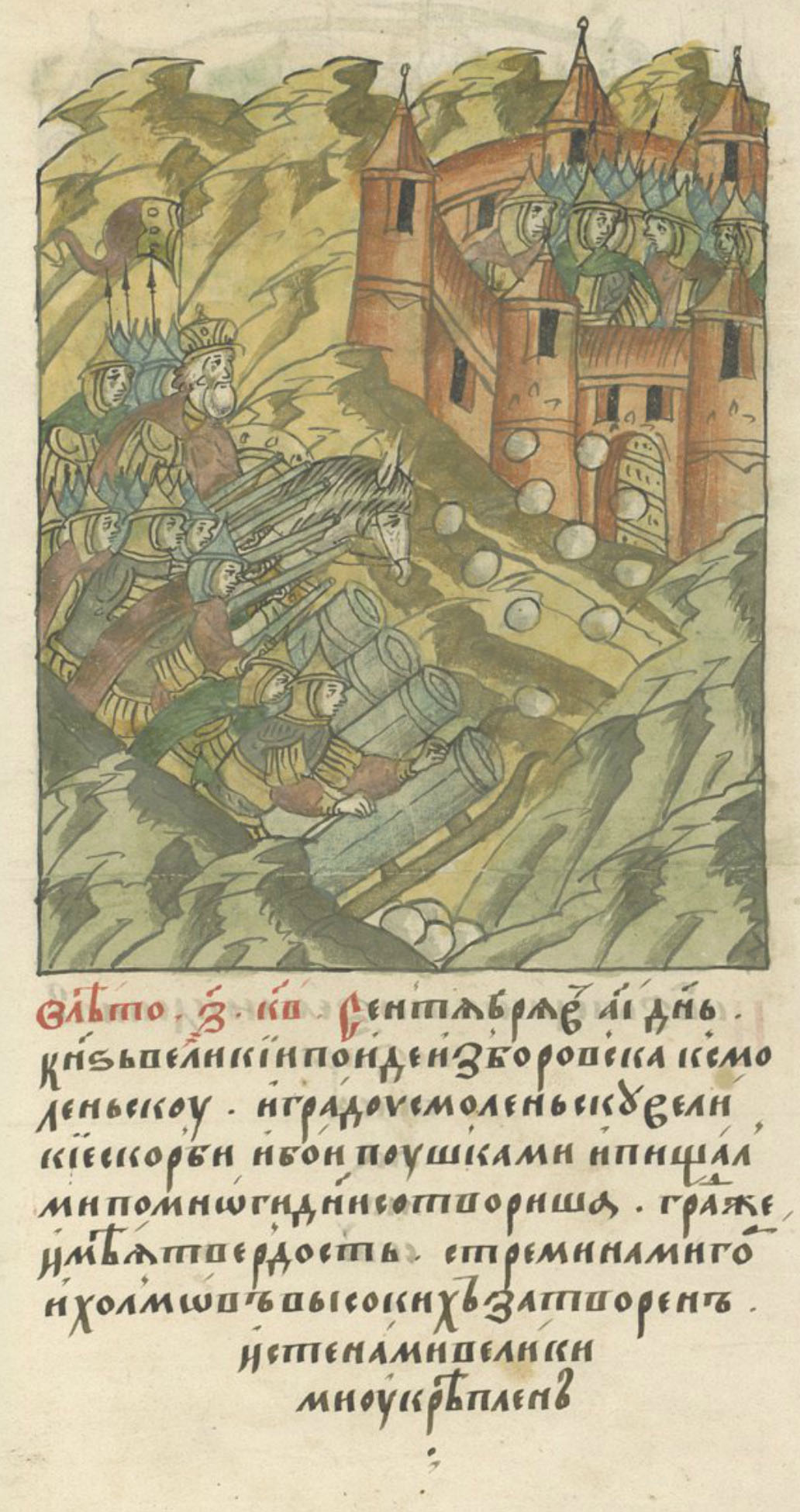
«В лето 7022 сентября в 11 день, князь великий поиде из Боровска к Смоленьску, и граду Смоленьску великие скорби и бои пушками и пищалми по многи дни сотвориша; град же имея твёрдость, стреминами гор и холмов высоких затворён и стенами великими укреплён, и князь великий, всю землю пленив, возратися на Москву». Миниатюра Лицевого летописного свода

Неудача зимнего похода нисколько не поколебала волю Василия III к взятию Смоленска. Уже спустя две недели после возвращения в Москву он и Боярская дума приговорили идти на город второй раз. К новому походу готовились более основательно. К началу лета на русско-литовской границе была сосредоточена большая армия. В неё входили, помимо прочего, пехотинцы-ландскнехты, всадники и инженеры («розмыслы») с некими осадными машинами, нанятые в Германии, Чехии и Италии благодаря связям Михаила Глинского. Император Священной Римской империи Максимилиан I благоволил русскому наступлению и добился согласия Ливонии на пропуск военных отрядов. Русские полки, сосредоточенные в Боровске, были на месяц задержаны неопределённостью относительно возможного набега крымского хана на южные рубежи государства и лишь получив обнадёживающие вести, 20-21 июля выступили в пределы Литвы.
Передовая русская рать во главе с князьями И. М. Репнёй-Оболенским и А. В. Сабуровым подступила к городу, выполняя задачи по его блокаде и срыву сбора урожая. Ей также удалось выманить часть гарнизона Смоленска из города и разбить её в полевом сражении, взяв в плен ряд знатных вельмож. В конце августа к городу подошла вторая часть русского войска с «большими воеводами», в результате чего Смоленск был взят в такое плотное кольцо, что, по свидетельствам анонимного немецкого автора, в него не могло проникнуть ни одно письмо или донесение. Финальным аккордом стало прибытие в сентябре Василия III с артиллерией. На сей раз русская сторона сделала ставку на взятие города измором. Смоленск на протяжении полутора месяцев подвергался артиллерийской бомбардировке и испытывал огромную нехватку продовольствия.
Сопротивление голодающего гарнизона, съевшего всех лошадей в городе, держалось только на надежде на помощь извне, и город её дождался. Приближающееся литовское войско во главе с князем Константином Острожским, которое до того сумело разблокировать окружённые русскими Полоцк и Витебск, стало причиной повторного снятия Василием III осады и отвода артиллерии. Как и во время зимнего похода, важную роль сыграла нехватка фуража. Негативную роль сыграла задержка выступления русского войска из Боровска. Тем не менее, вторая осада Смоленска не прошла даром. Городским укреплениям был нанесён серьёзный урон (в частности, была разрушена Крылошевская башня), а разорения округи лишили Смоленск продовольственной базы. На некоторое время эти факторы становились выгодным преимуществом в случае ещё одной осады. Поэтому Василий III сразу по прибытии в Москву начал готовить следующую, третью осаду, которая стала решающей.

## Осада 1514 года

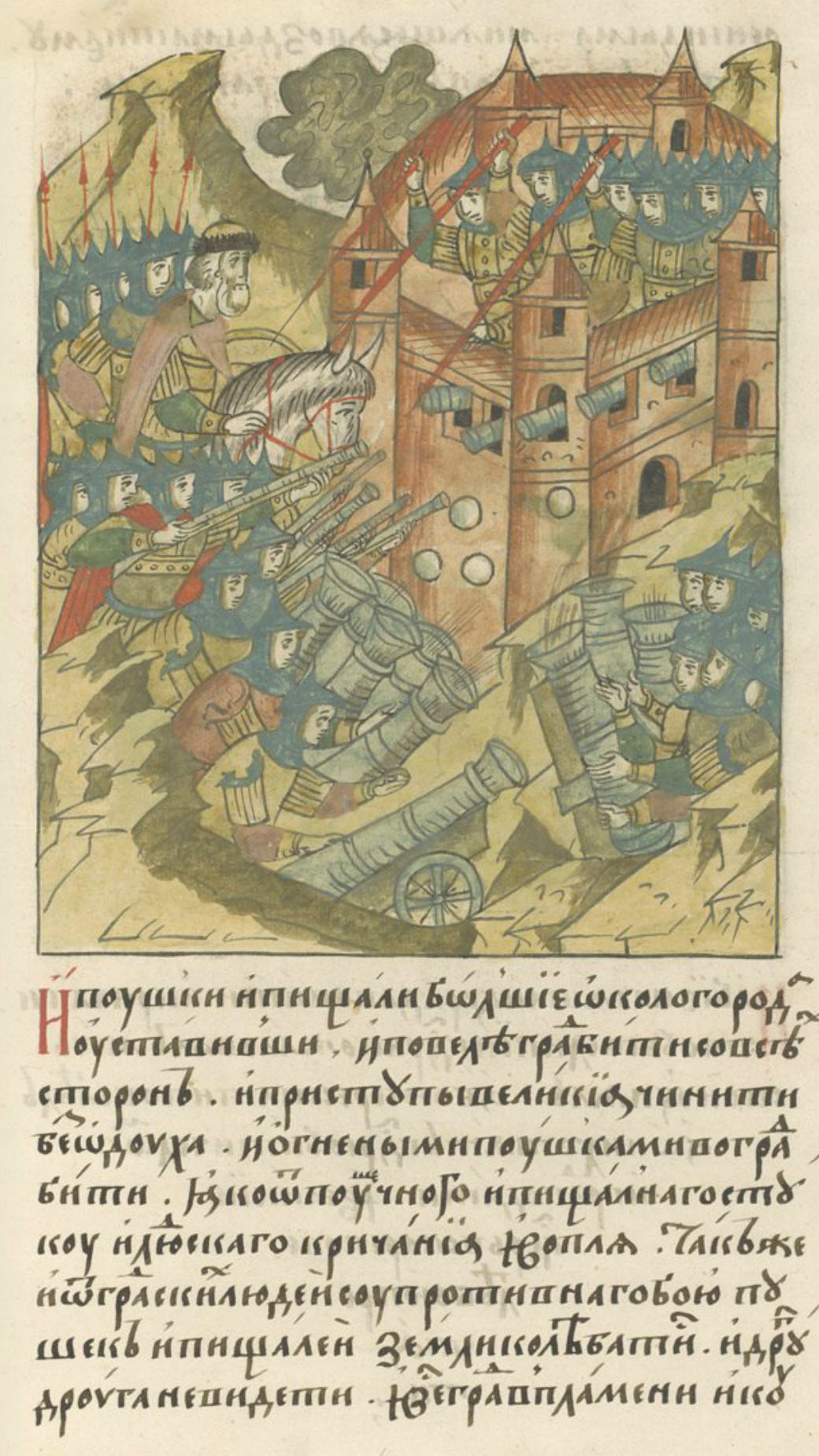
«И пушки и пищали болшие около города уставивши, и повеле град бити со всех сторон, и приступы великиа чинити без отдуха, и огнеными пушками во град бити. Яко от пушечного и пищалнаго стуку и людскаго кричаниа и вопля, такъже и от градских людей супротивнаго бою пушек и пищалей, земли колебатися и друг друга не видети, и весь град в пламени и курении дыма мняшеся воздымати ему. И страх велик напал на гражданы.». Миниатюра Лицевого летописного свода

К новой кампании литовское войско подготовиться вовремя не смогло. Также не оправдались надежды Сигизмунда I на выступление ему на помощь крымского хана. Удалось лишь оснастить гарнизон Смоленска порохом и новыми ружьями. Во главе гарнизона стал Юрий Сологуб, сменивший прежнего воеводу Юрия Глебовича. Для укрепления боевого духа смолян король пожаловал их новым привилеем.
Первые русские отряды из состава стоящей под Дорогобужем передовой рати подступили к Смоленску 16 мая. В начале июня во главе всей передовой рати численностью в 5-6 тысяч человек к осаждённому городу прибыл прославленный боярин князь Даниил Щеня (победитель литовцев в Ведрошской битве) и участник предыдущих осад Иван Челяднин. Пока ратные люди возводили туры, Михаил Глинский вступил в тайные пересылки со своими доброхотами в Смоленске на предмет условий их капитуляции. По данным Сигизмунда Герберштейна, стимулом для Глинского было обещание Василия III сделать его после взятия города удельным князем смоленским. Позже к городу подошла осадная артиллерия и основные войска во главе с Василием III. Всего осадное войско состояло из 15 тысяч воинов, среди которых было до двух тысяч служилых татар.
Смоленск был подвергнут мощному артиллерийскому обстрелу. Деятельную помощь войску Василия оказывали итальянские и немецкие специалисты-инженеры, в частности некий артиллерийских дел мастер Стефан. На первых порах гарнизон Смоленска сражался стойко, но по мере того, как разрушения множились, а запасы иссякали, боевой дух защитников крепости всё более падал. Надежда оборонявшихся как и в прошлые разы возлагалась на прибытие деблокадного войска, формированием которого занимался король Сигизмунд I. Однако со временем становилось всё очевиднее, что гарнизон не сможет его дождаться. Призывы Глинского к сдаче города оказывали на горожан воздействие. В конце июля они потребовали от гарнизона остановить сопротивление. В Воскресенской летописи это описано следующим образом: Горожане «начаша въпити и кликати, чтобы князь великий государь пожаловал меч свой унял, а бою престати повелел, а они государю хотят бити челом и град подати…».
31 июля литовский гарнизон сдался, и 1 августа русское войско торжественно вступило в город. Смоленским епископом Варсонофием был отслужен молебен, во время которого горожане присягнули на верность государю всея Руси Василию III. Последний обошёлся со смоленской знатью милостиво и обещал «жаловать» смолян по их «старине». Смоленский наместник Юрий Сологуб отказался присягать и был отпущен в Литву, по прибытии в которую был казнён за сдачу крепости.

## Последствия
Взятие Смоленска стало самым крупным успехом Василия III на западном направлении за все годы его правления. Главная изначальная цель войны была достигнута, хотя сама война продлилась с переменным успехом ещё восемь лет. После победы в битве под Оршей литовские войска совершили попытку отбить Смоленск, поддержку им оказывали представители верхушки смолян, составившие заговор против русского правительства Смоленска. Однако заговор и попытка армии Великого княжества Литовского отбить город закончились неудачей. В 1522 году было подписано перемирие, по которому Литва официально признала принадлежность Смоленска Русскому государству. Стратегически важный город оставался во владении русских государей почти 100 лет, затем в Смутное время был вновь захвачен польско-литовскими войсками, но с 1654 года окончательно закрепился за Россией.

## Память
В память о взятии Смоленска Василием III был основан Новодевичий (Богородице-Смоленский) монастырь в Москве на том месте, где русские полки собирались в поход.
Потеря Смоленска является, по одной из версий, темой картины Яна Матейко Станчик.